# Rob van Soest
Rob van Soest, né en 1946, est un biologiste marin néerlandais. Il est chercheur au Naturalis Biodiversity Center et chargé de cours à l'Université d'Amsterdam. Il est l'auteur, en collaboration avec le biologiste marin australien John N. A. Hooper, de l'ouvrage Systema Porifera: A Guide to the Classification of Sponges, un livre qui est considéré comme l'ouvrage standard,, pour la classification des Porifères (éponges).
Rob van Soest travaille à la description et à la compréhension de l'organisation et de la biogéographie des éponges. Il est également rédacteur en chef de la World Porifera Database (WPD).